# HKUD Drijeva Gabela
Hrvatsko kulturno-umjetničko društvo Drijeva iz Gabele, osnovano je 9. veljače 2007. godine.
Društvo je podjeljeno u pet sekcija:
- Muška klapa Stjepan
- Muška bećarska skupina Trojani
- Ženska bećarska skupina Neve
- Folklorna sekcija
- Mandolinska sekcija

Društvo njeguje i promiče, kao što samo ime kaže, hrvatsku kulturu i nekadašnje običaje s ovih područja. Gostuje na mnogim domaćim i inozemnim kulturnim manifestacijama.
Društvo ima vodeću ulogu u organiziranju kulturno-zabavne manifestacije Jel Gabela gdje je prije bila u povodu sv. Stjepana, zaštitnika župe Gabela 3. kolovoza.